# Park Se-yeong
Park Se-yeong (kor. 박세영; ur. 26 lipca 1993 w Seulu) – południowokoreański łyżwiarz szybki, specjalizujący się w short tracku, wielokrotny medalista mistrzostw świata, reprezentant Korei Południowej na zimowych igrzyskach olimpijskich w Soczi.